# ロングノーズガー
ロングノーズガー（ロングノウズガー、英語: Longnose gar、学名：Lepisosteus osseus）はガー科のレピソステウス属に含まれる淡水魚の1種。種小名の osseus はラテン語で"骨"を意味する。
1758年にリンネによって記載された。ガー目のうちでは、最も早く記載された種で、レピソステウス属のタイプ種でもある。

## 分布
分布域はガーの中で最も広く、かつ最も北まで分布する。 北端はカナダのケベック州、南端はメキシコ北部にあたる。河川では水生植物が多く流れの穏やかな場所が生息場所となる。大規模な河川に多い。湖では、もっとも北に位置するスペリオル湖を除く、五大湖にも生息する。汽水域にも生息している。

## 形態
レピソステウス属に含まれる4種のうちでは最大になり、全長2m、体重22.8kgの記録がある。また、ガーの中で最長の吻をもつことや細長い体が特徴として挙げられる。体形がニードルガー（英語: Freshwater garfish、学名：Xenentodon cancila、ダツ目ダツ科に含まれる）に類似するが、系統はまったく異なる。
頭部の形状がガビアル（ワニ）に似ていることから、Lepisosteus gavial Lacepède, 1803という学名がつけられたこともあった。細長い吻は水の抵抗を減らし、動きが速い小魚を捕らえることに適している。収斂進化の一例ともいえる。一方で、対照的な吻をもつアリゲーターガーは、動きが鈍い大型魚を捕えることに向いている。
浮き袋が肺の機能をもち、空気呼吸ができるため、水中が無酸素状態でも生存できる。しかしその一方で、空気呼吸ができない魚に比べ鰓呼吸の機能は低く、それだけでは生存できない。これは、全てのガーやハイギョ、カムルチーなどにもいえることである。実際に、水面とふたの間の隙間が塞がったため、空気呼吸ができない状態に陥り、死亡した例がある。

## 亜種
北部の個体群をL. osseus oxiryncus（ノーザン・ロングノーズガー）、南部の個体群をL. osseus osseus という、2つの亜種に分けられることもある。

## 生態
食性は、他のガーと同じく肉食性で、主になどの小型の魚類や甲殻類を食べる。吻が細いため大きな獲物を捕獲することはできない。
繁殖期は地域によって異なるが、4月下旬ごろに群れをなして河川を遡上する。5月下旬から6月上旬にかけて産卵する。1個体のメスと複数のオスによって行われる。場所は河川における浅い場所で、水生植物やメスが掘ったくぼみに産み付けられる。1個体で約27,000個の卵を産む。卵は川底の石に粘着する。
オスは約11年、メスで約22年生きる。現存する世界最高齢個体（タイ記録）は、1977年3月1日産まれ（日本産）のもので、2020年現在（43歳）も神戸市立須磨海浜水族園で飼育される。日本国内で飼育される魚類の中でも最高齢である。体長約50cmと小さく、性格はおとなしいとされる。1995年の阪神・淡路大震災では、停電による酸欠で多数の魚類が死亡する中、ガー特有の肺呼吸で生き延びたという。1977年の産卵成功は世界初の繁殖でもある。